# Wahrsagen

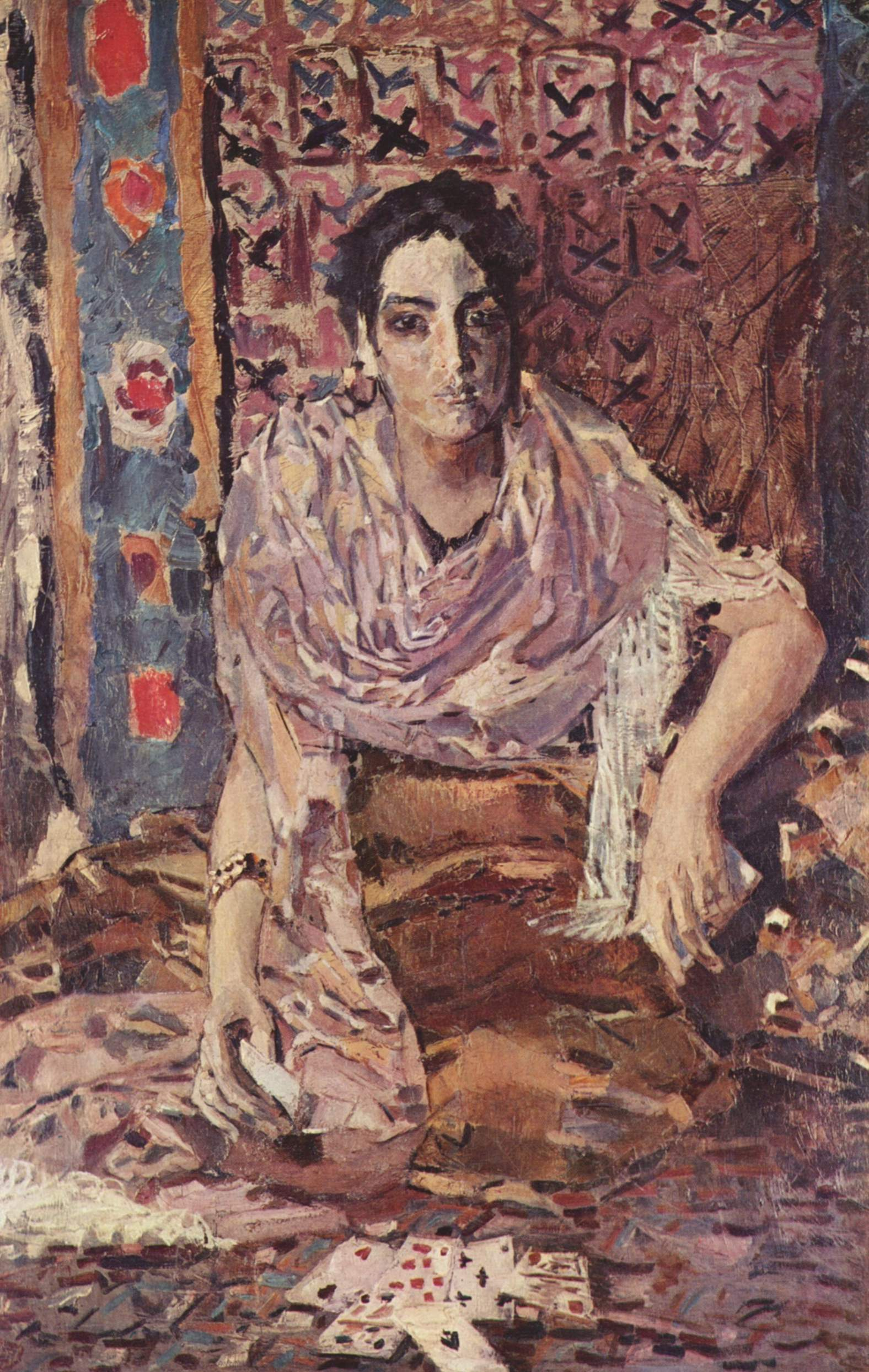
Die Wahrsagerin. Gemälde von Michail Alexandrowitsch Wrubel, Tretjakow-Galerie, Moskau (1895)

Als Wahrsagen oder Wahrsagung, abwertend Wahrsagerei, werden zahlreiche Praktiken und Methoden zusammengefasst, die dazu dienen sollen, zukünftige Ereignisse vorherzusagen und gegenwärtige oder vergangene Ereignisse, die sich der Kenntnis des Fragenden entziehen, zu ermitteln. Die Beschreibung der Wahrsagung fällt in die Fachbereiche Kulturgeschichte, Religionswissenschaft oder Ethnologie. In der Literatur sind die Bezeichnungen Mantik (von altgriechisch μαντικὴ τέχνη mantikḗ téchnē ‚Kunst der Zukunftsdeutung‘) und Divination (von lateinisch divinatio ‚Wahrsagung‘, eigentlich ‚Erforschung des göttlichen Willens‘) gebräuchlich. Unter Divination versteht man nicht nur Enthüllung der Zukunft, sondern jede Auslegung von Zeichen der Götter.
Ob Wahrsager tatsächlich zukünftige Ereignisse vorhersagen können, ist seit dem 18. Jahrhundert nicht mehr Gegenstand wissenschaftlicher Diskussion. Den Glauben an die divinatorischen Künste, die bereits von den Kirchenlehrern als heidnische Relikte abgelehnt wurden, rechnen Kirchen und Theologen dem Aberglauben zu. Die katholische Kirche und maßgebliche evangelische Theologen lehnen das Wahrsagen daher entschieden ab und argumentieren, es handele sich dabei um eine Anmaßung des Menschen gegenüber Gott und sei mit dem christlichen Glauben unvereinbar.

## Begriffsbestimmung und Klassifikation

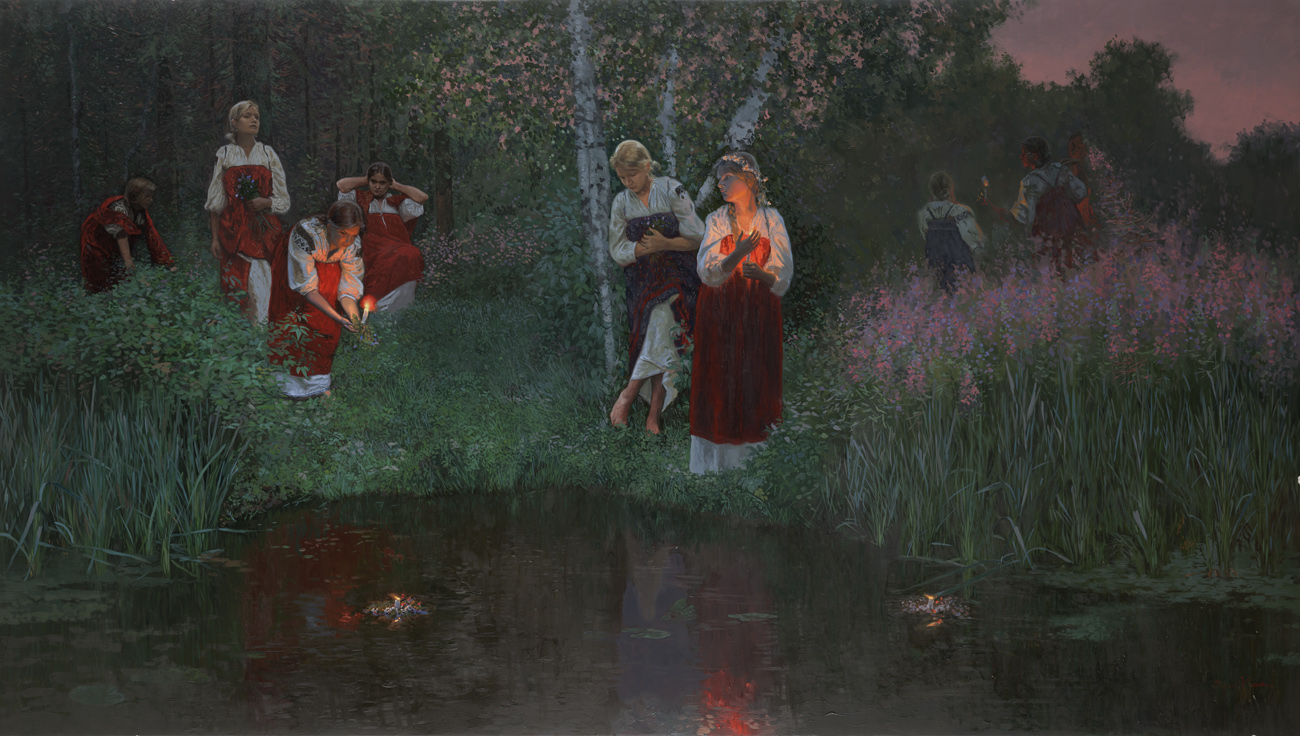
Iwan-Kupala-Tag, Wahrsagung über die Kränze. Ölgemälde von Semjon Leonidowitsch Koschin (2009)

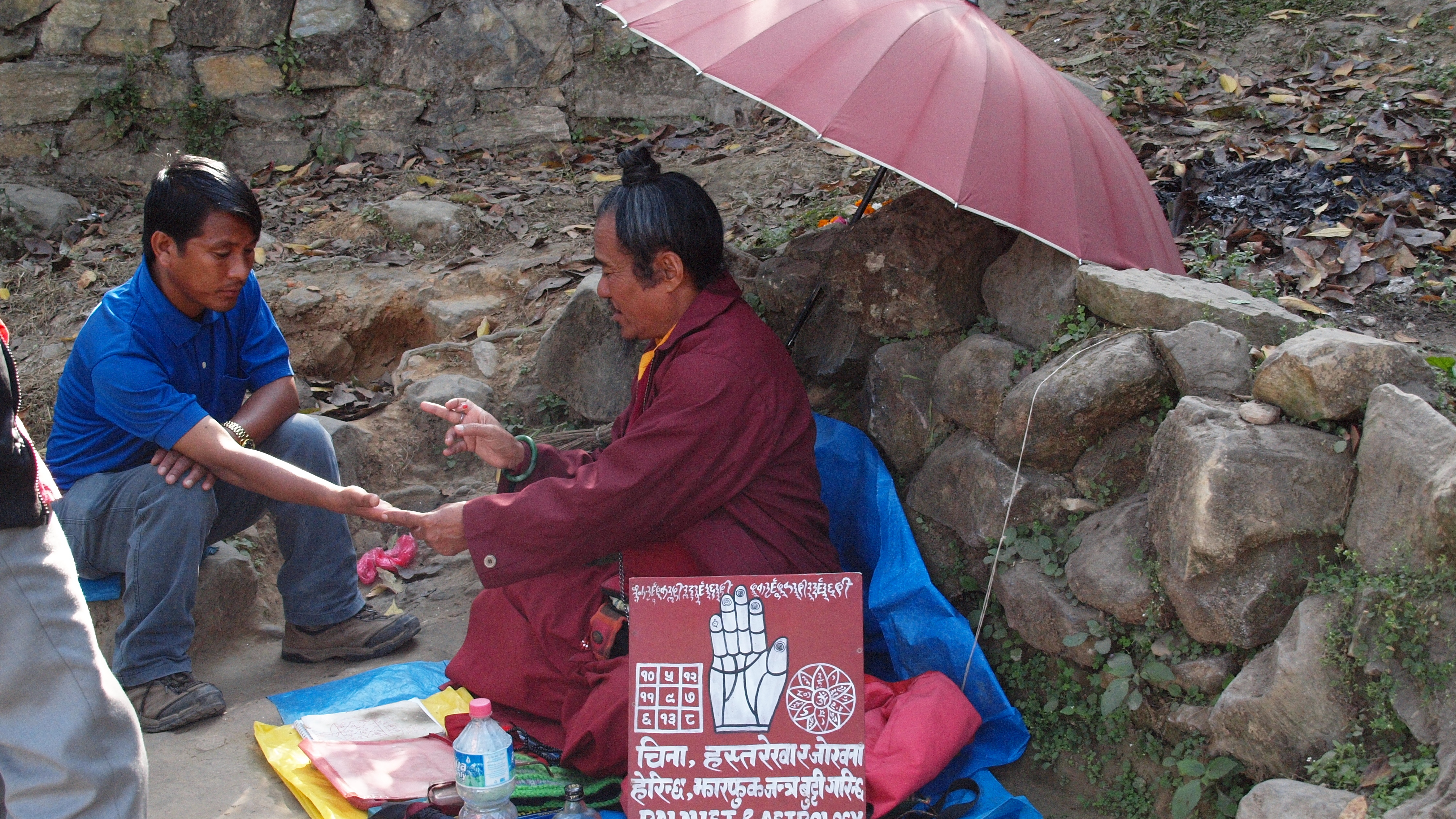
Nepal, Kathmandu, Wahrsager beim Handlesen

Im Unterschied zu Prognostikern, die sich auf normale, für jeden grundsätzlich einsichtige Kausalzusammenhänge berufen, beanspruchen Wahrsager, ein den Unkundigen verborgenes Wissen über okkulte Zusammenhänge zu besitzen, das ihnen den Blick in die Zukunft ermögliche. Manche Wahrsager behaupten, einen unmittelbaren intuitiven Zugang zu Wissen über die Zukunft zu haben, auch „Zweites Gesicht“ oder Präkognition genannt, andere interpretieren Zeichen, die sie als Symbole für Künftiges betrachten. Bei der Zeichendeutung lassen sich zwei Arten unterscheiden: Entweder deutet der Wahrsager von ihm nicht beeinflusste Ereignisse oder Sachverhalte als Anzeichen, aus denen Zukünftiges herausgelesen werden könne, oder er verursacht selbst nach bestimmten Regeln ein Ereignis, dessen Verlauf oder Ergebnis er dann als verschlüsselte Information über Zukünftiges auffasst und auslegt. Zum ersten Typus gehören beispielsweise die Deutung von Gestirnkonstellationen (Astrologie) und ungewöhnlichen Wettererscheinungen oder das Handlesen (Chiromantie), zum zweiten Typus das Kartenlegen oder die Wurforakel, bei denen aus dem Wurf eines Gegenstands (Würfel, Knochen, Eier beim Eierorakel und andere) die Antwort auf eine gestellte zukunftsbezogene Frage gelesen wird. Die Unterscheidung zwischen „natürlicher“ (unmittelbarer) und „künstlicher“ (auf Zeichendeutung durch Fachleute beruhender) Erlangung von Zukunftswissen wurde schon in der antiken Divinationstheorie vorgenommen. Eine etwas andere, besonders an den schamanischen Praktiken ethnischer Religionen orientierte Klassifikation unterscheidet zwischen intuitiver Wahrsagung, bei der sich der Wahrsager ausschließlich auf ein intuitiv seinem eigenen Geist entnommenes Wissen beruft, „Besessenheitswahrsagung“, bei der Götter oder andere körperlose Wesen zeitweilig von einem Körper Besitz ergreifen sollen, um über ihn Botschaften zu übermitteln, und „Weisheitswahrsagung“, bei welcher der Wahrsager den Anspruch erhebt, die Basis seines Zukunftswissens seien ihm bekannte objektive Gesetzmäßigkeiten, aus denen er im Einzelfall jeweils zutreffende Folgerungen ableite.
Vom Wahrsagen unterschieden wird die religiöse Prophetie oder Weissagung. Dabei handelt es sich um zukunftsbezogene Behauptungen, für die eine unmittelbare göttliche Inspiration in Anspruch genommen wird. Der Prophet oder Weissagende tritt als beauftragter Verkünder eines göttlichen Plans auf. Weissagung betrifft gewöhnlich Schicksale von Völkern oder der ganzen Menschheit, Wahrsagung Schicksale von Individuen oder kleineren Gruppen. Die Abgrenzung der Weissagung vom Wahrsagen ist jedoch nicht immer eindeutig möglich und unpräziser Sprachgebrauch ist häufig. Ursprünglich und bis ins 16. Jahrhundert verstand man unter einem „Wahrsager“ oder „Weissager“ (althochdeutsch wīz(z)ago, altsächsisch wārsago, mittelhochdeutsch wārsage) einen Propheten, erst in der Neuzeit erhielt das Wort „Wahrsager“ seine heutige Bedeutung.

## Weltanschauliche Grundlage

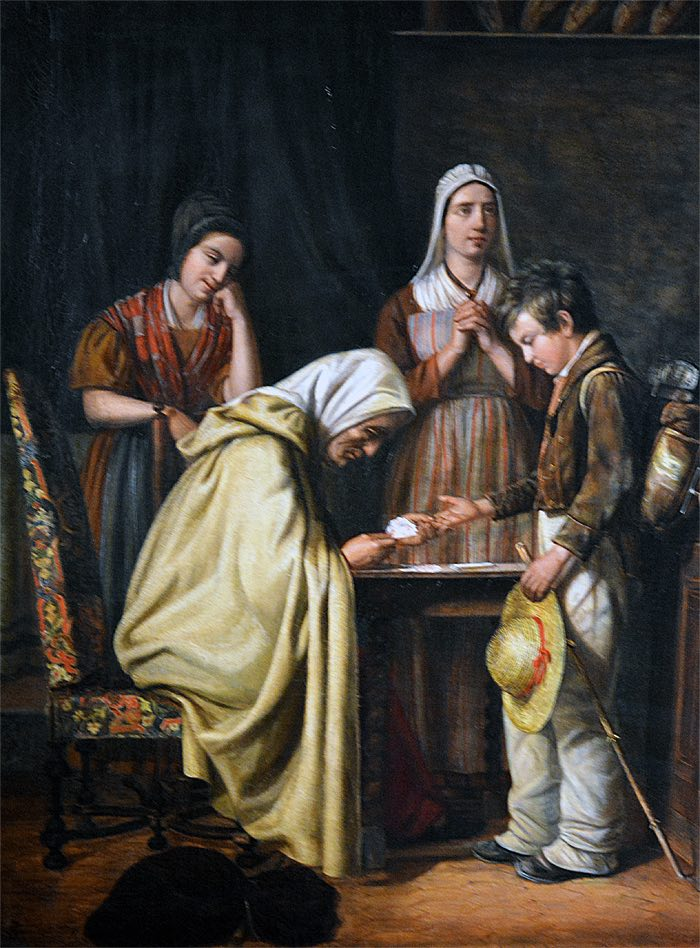
Die Wahrsagerin (La diseuse de bonne aventure), Gemälde von Jean-Louis Populus (1807–1859)

Den verschiedenen Formen von Wahrsagung liegt ein Weltbild zugrunde, das von einer einheitlichen Struktur des gesamten Kosmos ausgeht, die immer und überall auf den gleichen qualitativen Prinzipien beruht. Die Welt gilt als so aufgebaut, dass ihre Teile analog strukturiert sind und einander spiegeln. Es wird angenommen, dass zwischen räumlich und zeitlich getrennten Bereichen verborgene, aber erkennbare gesetzmäßige Zusammenhänge oder Analogien bestehen. Phänomene unterschiedlicher Art, zwischen denen kein kausaler Zusammenhang aufgezeigt werden kann, werden auf ein einheitliches Organisationsprinzip der Weltordnung zurückgeführt und dadurch miteinander verknüpft. So wird ein strenger Parallelismus zwischen Kosmischem bzw. Himmlischem und Irdischem bzw. Menschlichem unterstellt. Im Rahmen dieses Weltbilds geht man davon aus, dass auch zwischen Wahrnehmbarem und (noch) Verborgenem detaillierte Analogiebeziehungen bestehen. Die Erkenntnis des Wesens dieser Beziehungen soll es ermöglichen, das Verborgene – auch Zukünftiges – zu erfassen. Diese Annahme bildet die Grundlage für den Anspruch des Wahrsagers, zutreffende Voraussagen machen zu können; denn er behauptet, die einschlägigen Gesetzmäßigkeiten zu kennen. In manchen Fällen wird davon ausgegangen, dass das Zukunftswissen zwar nur einer göttlichen Instanz unmittelbar zugänglich sei, aber von der Gottheit einem Menschen über Visionen oder Träume offenbart werde.
Meist gilt die Zukunft nicht als unabänderlich feststehend. Vielmehr soll die Wahrsagung insbesondere dem Zweck dienen, drohendes Unheil frühzeitig zu erkennen und durch geeignete Maßnahmen abzuwenden. Dennoch führen die weltanschaulichen Prämissen, von denen die Wahrsagung ausgeht, zu philosophischen Problemen, die mit der Frage nach Determiniertheit (Vorherbestimmtsein, Zwangsläufigkeit) und Willensfreiheit zusammenhängen. Ein für Aussagen über die Zukunft erhobener Wahrheitsanspruch setzt voraus, dass schon in der Gegenwart feststeht, dass etwas zwangsläufig eintreten wird. Demnach ist nicht nur das vom Wahrsager Vorausgesagte determiniert, sondern auch der Umstand, dass der Wahrsager konsultiert wird. Diese Annahme führt zu einer fatalistischen oder deterministischen Philosophie und bedroht die Vorstellung der Willensfreiheit. Das Problem kann umgangen werden, wenn angenommen wird, dass das Vorausgesagte nicht unabänderlich sei, sondern ein durch Wahrsagung Gewarnter sein künftiges Schicksal noch beeinflussen könne. Damit wird aber der Wahrheitsanspruch der Wahrsagung mehr oder weniger stark relativiert und eingeschränkt und eine Überprüfung ihrer Richtigkeit verunmöglicht.

## Psychologische Aspekte

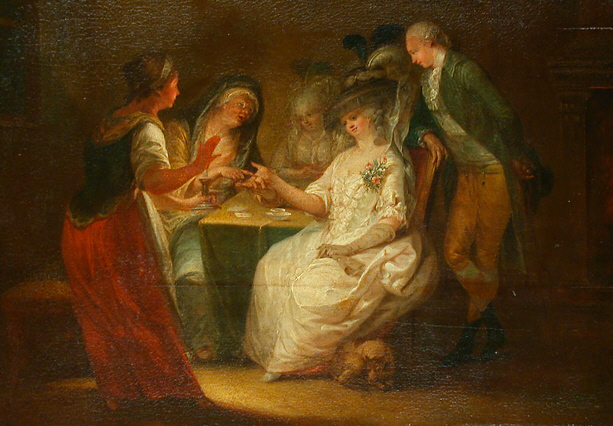
Die Wahrsagerin. Ölgemälde eines unbekannten deutschen Malers, 18. Jahrhundert

Der Sozial- und Religionshistoriker Georges Minois hat eine umfassende Darstellung der Geschichte der Wahrsagung vorgelegt. Nach seinen Angaben sind 25 verschiedene Vorhersagemethoden gang und gäbe, „von der Kristallkugel bis zum Kaffeesatz, von der Geomantie bis zur Numerologie, von der Chiromantie bis zur Kartomantie“. Minois erklärt die andauernde weite Verbreitung der Praktiken sozialpsychologisch. Den Hauptgrund für die anhaltende Beliebtheit des Wahrsagens in der Moderne sieht er nicht im Bedürfnis, Wissen über die Zukunft zu erlangen, sondern in der sozialen Funktion der Beziehung zwischen dem Wahrsager und seinem Orientierung suchenden Kunden. Der Kunde suche in unruhigen und unbeständigen Zeiten tröstlichen menschlichen Kontakt. Eine Vorhersage sei niemals neutral, sondern es gehe um die Thematisierung von Absichten, Wünschen und Befürchtungen des Kunden und um einen Anstoß zum Ergreifen von Maßnahmen. Die Vorhersage impliziere stets eine Anweisung zum Handeln, sie sei untrennbar mit den Schritten verknüpft, zu denen sie führe. Einer Vorhersage, die „hilft, erleichtert, beruhigt und zum Handeln anregt“, komme die Funktion einer Therapie zu.
Ähnlich urteilt der Religionshistoriker Walter Burkert. Er meint, der „Gewinn an Lebensmut, den die ‚Zeichen‘ als Entscheidungshilfe einbringen“, sei „so beträchtlich, dass gelegentliche Falsifizierung durch Erfahrung dagegen nicht aufkommt“, und kommt zum Ergebnis, dass „die Entscheidungshilfe, die Stärkung des Selbstvertrauens wichtiger ist als eigentliches Vorherwissen“.

## Geschichte

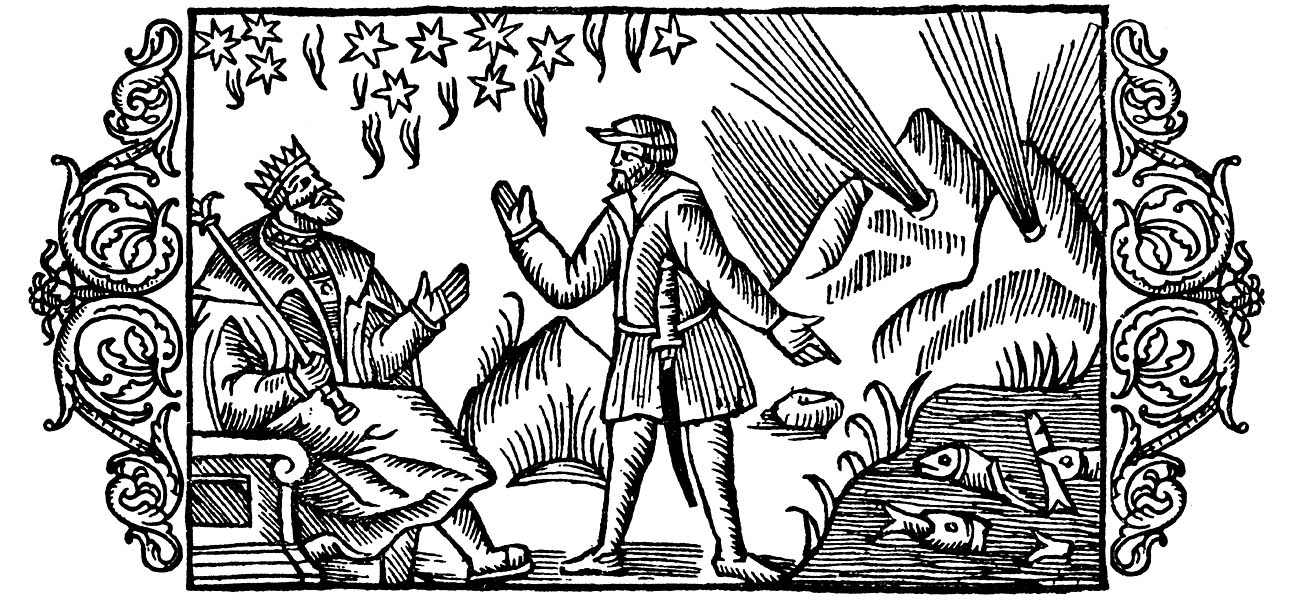
Darstellung verschiedener Wahrsagungsformen bei Olaus Magnus (1555)

In den Hochkulturen des Alten Orients wurde Wahrsagung insbesondere im Auftrag der Herrscher praktiziert. Zahlreiche Quellen aus Mesopotamien überliefern eine Fülle von Einzelheiten. Das wichtigste Verfahren war die schon um die Mitte des 3. Jahrtausends v. Chr. inschriftlich bezeugte Eingeweideschau. Dabei wurde meist aus der Beschaffenheit der Leber eines geschlachteten Opfertiers auf den Willen der Götter und den zu erwartenden Ausgang eines Vorhabens geschlossen. Der Erkenntniswert der verwendeten Wahrsagemethoden wurde unterschiedlich eingeschätzt, das Prinzip als solches aber nicht angefochten.
Im antiken Griechenland waren besonders die Vogelschau (Deutung des Vogelflugs, Ornithomantie), die Leberschau (Hepatomantie), die Traumdeutung und das Orakelwesen verbreitet. An den berühmten Orakelstätten wurden Orakelsprüche als Antworten auf den Göttern gestellte Fragen verkündet. Oft enthielten die Orakelsprüche keine klaren Aussagen über Zukünftiges, sondern rätselhaft formulierte Auskünfte oder Anweisungen, die unterschiedlich interpretierbar waren.
Im Römischen Reich gehörten ebenfalls Vogelschau (augurium) und Eingeweideschau zu den wichtigsten Methoden, sie wurden von Staats wegen praktiziert. Bezweckt wurde damit nicht ein direkter Blick in die Zukunft, sondern die Beantwortung der Frage, ob die Götter mit einem politischen oder militärischen Vorhaben einverstanden waren und dieses daher als aussichtsreich gelten konnte. Neben dieser staatlichen Wahrsagung, die von Priesterkollegien betrieben wurde, gab es die private zur Erkundung künftiger Schicksale einzelner Individuen. Die von berufsmäßigen Wahrsagern betriebene Wahrsagung außerhalb staatlicher Institutionen war den römischen Behörden suspekt. Vielen Personen kündigten Wahrsager die Erlangung der Kaiserwürde an, was vom regierenden Herrscher als Subversion aufgefasst wurde. Die unerwünschten Folgen politisch relevanter Divination – darunter Voraussagen über den Tod des Kaisers – führten dazu, dass das Wahrsagen durch die Gesetzgebung reglementiert und eingeschränkt oder verboten wurde.
Gegen die Wahrsagung erhob sich in der Antike heftige und verbreitete Kritik. Von fundamentaler Ablehnung erzählt schon Homer. Jedoch kommen bei Homer häufig Orakel vor, welche in Erfüllung gehen, so in der Odyssee (9.504), wo der Kyklop Polyphem zugibt, dass ihm einst von einem Seher geweissagt worden sei, dass ihn Odysseus blenden werde. In Philosophenkreisen wurde die Vorstellung einer voraussagbaren Zukunft aus grundsätzlichen Erwägungen problematisiert und teils radikal abgelehnt. Gegner des Wahrsagens waren insbesondere die Kyniker, die Skeptiker und die Epikureer sowie viele Peripatetiker und Cicero. Abgesehen von grundsätzlichen philosophischen Einwänden entzündete sich die Kritik an der Unzuverlässigkeit der Vorhersagen und vor allem an den kommerziellen Interessen der berufsmäßigen Wahrsager, die als Scharlatane angegriffen wurden. Auch die bewusste Produktion von angeblichen Vorzeichen zum Zweck der Manipulation wurde thematisiert. Schriftsteller wie der Satiriker Lukian von Samosata griffen die Skepsis auf und verarbeiteten die Kritik an Betrug und Leichtgläubigkeit literarisch. In der griechischen Komödie wurden Wahrsager als geldgierige Betrüger verspottet, ihr politischer Einfluss wurde als kriegstreiberisch und verhängnisvoll angeprangert.
Die christliche Kirche betrachtete die biblische Prophetie als authentische, göttlich legitimierte Übermittlung von Wissen über die Zukunft. Der Anspruch der Wahrsager, Künftiges voraussagen zu können, stieß aber bei den antiken Kirchenvätern auf radikale Ablehnung. Sie sahen darin eine Anmaßung, einen menschlichen Übergriff in eine Gott vorbehaltene Sphäre. Außerdem hing das Wahrsagewesen mit der alten griechischen und römischen Religion zusammen, die den Christen verhasst war, und galt als Teufelswerk. Im Verlauf der Christianisierung des Römischen Reichs im 4. Jahrhundert kam es zu scharfen gesetzlichen Wahrsageverboten. Auch spätantike Konzilien verhängten Verbote. Allerdings war das staatliche Einschreiten gegen die Wahrsagung in der Spätantike kein ausschließlich religiöses Anliegen christlicher Herrscher, sondern die Maßnahmen setzten auch eine restriktive Politik fort, die schon der christenfeindliche Kaiser Diokletian eingeleitet hatte. Die häufige Wiederholung der Verbote lässt erkennen, dass sie die gewünschte Wirkung nur teilweise erzielten und das Thema aktuell blieb.
Im Mittelalter und in der Frühen Neuzeit war die Wahrsagung weit verbreitet. Von kirchlichen Behörden und manchen theologischen Autoritäten wurde sie weiterhin bekämpft und zurückgedrängt, doch fand sie unter den mittelalterlichen Philosophen und Theologen auch Verteidiger. Im späteren Mittelalter gewannen Wahrsager nicht nur an Fürstenhöfen, sondern auch im kirchlichen Raum beträchtlichen Einfluss. Manche Herrscher, darunter Kaiser Friedrich II., beschäftigten Hofastrologen. Ab dem 14. Jahrhundert waren Astrologen sogar an der päpstlichen Kurie tätig, in der Renaissance ließen sich Päpste und Kardinäle astrologisch beraten.
Außerdem gab es seit der Antike christliche Formen des Voraussagens, die in kirchlichen Kreisen akzeptiert waren und insbesondere in der Hagiographie breiten Raum einnahmen. Oft wurde Heiligen die Fähigkeit zugeschrieben, dank göttlicher Eingebung Künftiges (beispielsweise einen Todesfall) vorauszusehen. Die reichhaltige mittelalterliche Visionsliteratur berichtete über göttliche Offenbarungen, die oft auch Voraussagen enthielten. Eine teils philosophisch, teils physikalisch oder historisch argumentierende Kritik an den Zukunftsvoraussagen nahm ab dem Ende des 16. Jahrhunderts zu und ergänzte die traditionelle religiös motivierte Kritik, rief aber auch eine Fülle von Gegenschriften hervor.
Ab 1820 kamen in der westlichen Zivilisation dokumentierte Konstruktionen von Wahrsageautomaten auf. Diese Automaten suggerieren, in der Regel gegen Geldeinwurf, die Zukunft vorhersagen zu können.
Am üblichsten war die Ausgabe der Prophezeiung als Text auf einem Kärtchen. Besonders beliebt waren die Automaten um die 1930er in den USA, doch auch in Deutschland waren Geräte aufgestellt.

## Gegenpositionen
Zu den erklärten Gegnern des Wahrsagens gehört die Katholische Kirche, die in ihrem Katechismus unter anderem festhält:

„Sämtliche Formen der Wahrsagerei sind zu verwerfen: Indienstnahme von Satan und Dämonen, Totenbeschwörung oder andere Handlungen, von denen man zu Unrecht annimmt, sie könnten die Zukunft ‚entschleiern‘. Hinter Horoskopen, Astrologie, Handlesen, Deuten von Vorzeichen und Orakeln, Hellseherei und dem Befragen eines Mediums verbirgt sich der Wille zur Macht über die Zeit, die Geschichte und letztlich über die Menschen, sowie der Wunsch, sich die geheimen Mächte geneigt zu machen. Dies widerspricht der mit liebender Ehrfurcht erfüllten Hochachtung, die wir allein Gott schulden.“

Konzilianter ist die Haltung protestantischer Kirchen. Die Evangelische Informationsstelle aus der Schweiz sieht in der Inanspruchnahme von Wahrsagung die Befriedigung eines menschlichen Grundbedürfnisses, mit dem sich jede Religion zu befassen habe. Das Wahrsagen könne jedoch für die evangelischen Landeskirchen kein Weg sein, weil diese Kirchen „bewusst mit der rational-wissenschaftlichen Erfassung der Welt in Übereinstimmung stehen“ wollen. Stattdessen wird empfohlen, „sich der Ungewissheit der Zukunft zu stellen im Wissen, dass Gott die Gläubigen, egal wie das Kommende aussehen mag, nicht alleinlässt“.

## Sonstige Rezeption
Die Gesellschaft zur wissenschaftlichen Untersuchung von Parawissenschaften (GWUP) veröffentlicht alljährlich einen „Prognosencheck“, der auf einem Blog des Privatmanns Michael Kunkel basiert und in dem eine Reihe öffentlich getroffener Vorhersagen von Astrologen, Wahrsagern und Hellsehern kommentiert werden. Zu dem Umstand, dass Wahrsager sich großer Beliebtheit erfreuen und dass Klienten oft von verblüffenden „Treffern“ berichten, während in „kontrollierten Experimenten keine über den Zufall hinausgehenden Trefferquoten ermittelt werden konnten“, weist die GWUP auf die Erklärungsmuster des Cold Readings, des Barnum-Effekts und der Selbsterfüllenden Prophezeiung hin.
Nach dem Altorientalisten Stefan Maul war die grundlegende Einbeziehung des Wahrsagens und von Orakeln in ökonomische, militärische und politische Entscheidungen ein wichtiger Faktor für den über zwei Jahrtausende anhaltenden Erfolg Mesopotamiens. Dabei sei allerdings entscheidend gewesen, welche Frage wie und zu welchem Zeitpunkt gestellt wurde.
Nachdem das berufsmäßige Wahrsagen in Deutschland, insbesondere in der Zeit des Nationalsozialismus, zunächst vielfach verboten war, wurde es 1965 durch das Bundesverwaltungsgericht der durch Art. 12 Abs. 1 S. 2 GG grundrechtlich verbürgten Berufsfreiheit zugeordnet und zugelassen. Dass das Wahrsagen aus „weltanschaulichen, religiösen, wissenschaftlichen oder sonstigen Gründen umstritten ist und von einem Teil der Gesellschaft nicht als eine wirklich sinnvolle Arbeit und als ein Beitrag zur gesellschaftlichen Gesamtleistung gewertet“ werde, führe für sich genommen nicht dazu, es schlechthin von der 1949 neu verbürgten Berufsfreiheit ebenso auszuschließen wie die Betätigung als „Berufsverbrecher“ oder die „Ausübung der Gewerbsunzucht“.